# Isobutene
L'isobutene (o isobutilene, nome sistematico 2-metilpropene) è un idrocarburo alifatico, in particolare un alchene ramificato, uno dei quattro isomeri dell'alchene lineare 1-butene; la sua formula molecolare è C4H8 (o, più specificamente, i-C4H8), quella semistruturale è (CH3)2C=CH2, che viene anche scritta Me2C=CH2. L'isobutene è una sostanza di notevole interesse industriale.

## Proprietà e struttura molecolare
L'isobutene è un composto termodinamicamente stabile: la sua formazione dagli elementi è leggermente esotermica, ΔHƒ° = -17,9 kJ/mol, più degli altri isomeri.
A temperatura ambiente è in forma gassosa, anche se tecnicamente è un vapore (Teb = -7,1 °C; Tcr = 144,7 °C), più denso dell'aria (~2 volte). È incolore e ha lieve odore di benzina,  è molto infiammabile e con l'aria forma miscele esplosive. È quasi insolubile in acqua (263 mg/L a 25 °C), ma è solubile in alcool e etere, in benzene e in acido solforico, ma molto poco in dimetilsolfossido (2,5 g/100 g). Sotto pressione polimerizza facilmente.
Lo scheletro di atomi di carbonio della molecola è planare con simmetria molecolare C2v; i carboni dei gruppi metilici (CH3, o Me) sono ibridati sp3, gli altri due, sp2. Questa molecola idrocarburica è lievemente polare: il suo momento di dipolo è pari a 0,50 D.
Da indagini di diffrazione elettronica in fase gassosa sono stati ricavati i dati salienti della struttura molecolare. Dall'analisi dei dati è stato possibile ricavare angoli e lunghezze di legame; alcuni di questi parametri sono i seguenti:
r(C–C) = 150,8 pm r(C=C) = 134,2 pm; 
∠(CH3–C2–CH3) = 116,0°; ∠(CH3–C2=CH2) = 122,0°; ∠(H–C1–H) = 117,2°.
Mentre il legame C=C ha lunghezza quasi uguale al valore normale (134 pm), il legame C–C è significativamente più corto dello standard (154 pm). Questo accorciamento è previsto in base al fenomeno dell'iperconiugazione degli H dei metili con il doppio legame (in una forma limite questo legame è doppio).
L'angolo tra i metili sul C2 e quello tra gli idrogeni sul C1 (metilene) sono entrambi un po' più stretti rispetto al valore ottimale di 120° per un C ibridato sp2. Entrambi questi restringimenti di angoli sono in accordo con le indicazioni VSEPR in base alle quali un doppio legame richiede più spazio angolare di un legame semplice e infatti l'angolo sul C2 tra metile e metilene è invece un po' maggiore dei 120°. Nel caso del metilene l'angolo su C1 è praticamente uguale a quello sull'etilene; nel caso dell'angolo sul C2, questo è anche un po' più piccolo, nonostante che l'ingombro dei metili sia maggiore rispetto a quello degli idrogeni: i rispettivi raggi di van der Waals sono infatti 110 pm per H e 200 pm per Me.

## Sintesi e reattività
In laboratorio può essere prodotto formalmente con la reazione di Wittig per trattamento dell'acetone con il metilentrifenilfosforano (ottenuto dallo ioduro di metile e trifenilfosfina in ambiente fortemente basico):
Me2C=O + CH2=PPh3   →   Me2C=CH2 + O=PPh3
Industrialmente viene prodotto per cracking catalitico o termico di frazioni altobollenti del petrolio o di miscele di idrocarburi saturi. Viene isolato e purificato o per assorbimento su acido solforico al 50% e successiva rigenerazione per distillazione in corrente di vapore o per rimozione degli altri buteni isomeri per assorbimento su setacci molecolari.
Altri processi di produzione dell'isobutene sono la disidratazione dell'alcol t-butilico e la deidrogenazione catalitica dell'isobutano, che avviene secondo la reazione:
Si stima che nel 2002 la produzione mondiale abbia superato i 10 milioni di tonnellate, concentrata per l'80% negli Stati Uniti, seguiti da Europa e Giappone.
La carbonilazione dell'isobutene in ambiente acido (reazione di Koch) porta alla sintesi dell'acido pivalico:
Me2C=CH2 + H2O + CO   →   Me3C−COOH

## Complessi metallo-olefina
Diversi sali metallici, posti in atmosfera di olefine, le assorbono formando complessi π in cui l'olefina si dispone con il legame >C=C< perpendicolare all'asse di legame con il centro metallico. Il tetrafluoroborato di argento AgBF4 forma complessi di questo tipo con etilene, propilene e i vari buteni. In particolare, con l'isobutene si ottiene la coordinazione allo ione Ag+ (configurazione elettronica d10) di due molecole:
AgBF4 + 2 i-C4H8  →  AgBF4 • (i-C4H8)2
Il complesso è piuttosto stabile: a 25 °C la pressione di vapore dell'isobutene dal complesso è di soli 8,83 mm Hg.

## Applicazioni
L'isobutene non ha applicazioni dirette; trova uso solo come intermedio nella sintesi di altri materiali. Il suo utilizzo principale è come monomero nella produzione del corrispondente polimero; i polimeri e co-polimeri dell'isobutene sono gomme e materie plastiche.
Circa il 72% dell'isobutene prodotto viene convertito in gomma butilica; una frazione minore è usata per la produzione di antiossidanti per alimenti, imballi e materie plastiche. Altri impieghi sono nella sintesi di additivi per oli lubrificanti.
Combinato con formaldeide dà Isoprenolo, la cui produzione mondiale è stimata sulle 6-13.000 tonnellate.
L’isobutene è anche un reagente fondamentale per la protezione del gruppo carbossilico, procedura importante nella sintesi di peptidi e proteine.